# Martín Bernal Lavilla
 (juillet 2002).
Martín Bernal Lavilla alias Garcés ou El Maño, né le 30 janvier 1912 à Saragosse, Espagne et mort le 29 juillet 1991 à Choisy-le-Roi, France, est un toréador, devenu soldat républicain espagnol et héros de la France Libre lors de la Seconde Guerre mondiale en combattant au sein de la Nueve.

## Jeunesse
Martin Bernal Lavilla est né dans le quartier ouest de Saragosse, Garrapinillos, le 30 janvier 1912 de l'union de Zacarias Bernal Cambra et Carmen Lavilla. Les Bernal étaient sept frères. La véritable passion de Martin était la corrida où il s'amusait à pratiquer de la tauromachie sur les terrains de son quartier. Il parvint à devenir toréador sous le nom de Larita II, qu'il prit pour son admiration au toréador Larita. Pendant son époque de toréador, Martin se lie d'amitié avec un autre toréador, Manuel Garcés Navarro, qui deviendra par la suite son beau-frère puisque Martin se mariera avec la sœur de ce dernier, Carmen Garcés Navarro, avec qui il eut deux filles dont un fils après la Guerre : Carmen, Maria et Andrés.

## Guerre d'Espagne
La carrière de toréador de Martin prit fin en 1936, quand la Guerre Civile Espagnole éclata. En 1938, Martin quitte Saragosse, que venaient de prendre les Franquistes, avec son frère Francisco "Paco" et son beau-frère Manuel pour rejoindre les milices confédérales puis l'armée républicaine afin de défendre la République et libérer la capitale Aragonaise. Tous les trois prirent part à la célèbre bataille de Teruel, tournant de la Guerre d'Espagne.
Peu de temps avant la fin de la guerre, les troupes franquistes le capturèrent dans un village de la région de la Mancha et le firent prisonnier dans un ancien monastère appelé Porta Cœli, près de Lliria, dans la province de Valence, transformé en camp de concentration. Martin perdit contact avec son frère, Paco, envoyé par les franquistes, comme beaucoup d'autres républicains espagnols, aux nazis au camp de concentration de Mathausen et son beau-frère Manuel qui lui, sera détenu dans la prison de Carabanchel, au sud de Madrid.
Après quelques mois de détention, Martin apprit qu'il sera exécuté au lever du soleil, il décida donc de s'échapper du camp, marchant la nuit et se cachant la journée afin de rejoindre la France. Après deux mois de marche, il atteignit les Pyrénées et la frontière française en août 1939.

## Seconde Guerre mondiale

### La Légion étrangère
Arrivé en France, les gendarmes l’arrêtèrent et l'internèrent dans un camp de concentration avec d'autres républicains espagnols qui fuyaient Franco. Début 1940, les autorités françaises lui donnèrent à choisir de s'enrôler dans la Légion étrangère afin de combattre pour la France contre l'Allemagne nazie ou être renvoyé en Espagne, aux franquistes qui le recherchèrent pour qu'il soit exécuté.
Bernal décida donc de rentrer dans la Légion étrangère et embarqua en direction du Sénégal jusqu'en 1942 pour prendre part par la suite à la campagne de Tunisie en 1943 où il combattit contre l'Afrika Korps du général Erwin Rommel. Le 19 mai 1943, Martin Bernal sera blessé pour la première fois et décoré de la Médaille coloniale.
Quelques semaines après sa blessure, Martin entendit parler d'un général qui comptait réunir une division afin d'attaquer la France occupée et combattre le fascisme, le général Philippe Leclerc de Hauteclocque. Bernal et des centaines d'espagnols désertèrent la Légion étrangère et arrivèrent en Algérie pour s'enrôler dans la 2e Division Blindée, plus connue sous le nom de la Division Leclerc, dans l'espoir que l'Espagne sera, elle aussi, délivrée du fascisme. Martin s'enregistra sous le nom de Garcés, le nom de sa femme Carmen, dans sa nouvelle unité qui fut équipée par les troupes alliées américaines qui venaient de débarquer en Afrique du Nord.

### La Nueve

#### Campagne de Normandie
Bernal fut incorporé sous le grade de sergent-chef pour sa grande expérience au front, à la neuvième compagnie du troisième bataillon du Régiment de marche du Tchad de la Division Leclerc mieux connue sous le nom de la Nueve car la plupart de ses hommes étaient espagnols (146 espagnols sur un effectif total de 160 hommes). Après une traversée pénible, la Division Leclerc et sa Nueve, commandée par le capitaine Raymond Dronne, arrivèrent en Angleterre, dans la ville de Pocklington au printemps 1944 afin de prendre part au débarquement allié sur les côtes françaises. Ce fut l'unique division française de l'armée de terre qui participa à la célèbre opération de guerre ; elle fut assignée par le haut commandement allié à une mission d'appui.
L'unité débarqua début août sur la plage d'Utah et fit ses preuves aux combats lors de la libération d'Ecouché le 16 août 1944. En route sur Paris, le sergent-chef Bernal et ses compagnons participèrent à plusieurs combats face aux Allemands lors de la prise du pont de Sarthe, celle d'Alençon ou encore la bataille de la Poche de Falaise. Dans tous ces combats, la compagnie mais aussi le sergent-chef Bernal se distinguèrent par leur bravoure. La Nueve commença ainsi à se faire une renommée.

#### Libération de Paris
Le 24 août au matin, Leclerc dont la division piétinait à l'entrée de Paris ordonna à Dronne d'avancer pour entrer en premier dans la capitale française. Bernal prit avec lui plusieurs véhicules half-tracks de la section : les véhicules Belchite, Ebro, Teruel et Libération. Vers 20h30, Martin et sa section de la Nueve, renforcée de trois blindés du 501ème RCC, atteignirent la Porte d'Italie. Ils devinrent les premiers soldats alliés sous uniforme français à rentrer dans Paris occupé. Martin à bord de son half-track Teruel, fut l'un des premiers à rentrer dans la mairie de Paris à 21h22 avec le lieutenant Amado Granell. Le lendemain, le 25 août, Martin se distingua dans des combats au sein de la capitale pour en terminer avec la résistance allemande. Sa bravoure lui valut d'être cité à l'ordre du corps d'armée.
Après les combats, ses compagnons et lui s’opposèrent aussi à des civils français qui voulaient lyncher les prisonniers ou raser et exhiber des femmes accusées d'avoir fréquenté des Allemands. Le 26 août, Martin sur son half-track Teruel participa avec ses compagnons de la Nueve au défilé historique de la Libération de Paris, dans l'avenue des Champs-Élysées, en escortant le général de Gaulle et les membres du conseil national de la Résistance. Leur mission était de veiller à la sécurité de ces officiels, mais il s'agissait également pour le commandement d'une manière de mettre la Nueve à l'honneur en la positionnant en tête de ce défilé.

#### Objectif: Le Nid d'Aigle
La guerre n'étant pas terminée, la Nueve reprit la route début septembre 1944 afin de libérer l'Alsace qui est sur la route de l'objectif principal : atteindre la demeure d'Hitler, le "Nid d'Aigle", à Berchtesgaden. Arrivé le 13 septembre à Dompaire, Martin fit de nouveau une démonstration de bravoure face à cent tanks de la 112e Panzerdivision nazie. Il mit en place, avec ses compagnons, un barrage routier avec quelques jeeps, des mitrailleuses et des chars. Les combats durèrent jusqu'à la fin de la journée et cette défense n'aurait pas dû tenir face à autant de Panzers mais encore une fois, la déterminations de la Nueve empêcha les Allemands de percer les lignes françaises. Cette bataille coûta un lourd tribut à la 112e division allemande, les pertes y furent nombreuses, et il s'agit de l'une des plus violentes batailles de blindés de la campagne de France. Lors des combats, Bernal descendant de son half-track vit un de ses compagnons se faire décapiter à ses côtés par un obus allemand et sauva, au risque de sa vie, un de ses soldats, blessé sur le champ de bataille. Pour ce fait et son exemplarité au combat, Martin reçut la Croix de guerre avec palme ainsi que la Médaille militaire avant d'être blessé par balle quelques jours plus tard à Vaxoncourt, le 19 septembre 1944.
Martin ne prit donc pas part à la Libération de l'Alsace de novembre à décembre 1944, obligé de se déplacer avec une canne lors de sa récupération à l’hôpital parisien du Val-de-Grâce. Il rejoint la Nueve et reprend donc les combats en avril 1945 sur la route du "Nid d'Aigle" dans les montagnes autrichiennes. Le sergent-chef Martin Bernal est l'un des premiers soldats à rentrer dans la résidence principale d'Adolf Hitler le 4 mai 1945. L'histoire raconte qu'il fit irruption dans le bureau du dictateur allemand pour y uriner sur son fauteuil.
La guerre terminée, sur le chemin du retour en France, Martin et la Nueve entendirent parler en Allemagne d'un petit village où des Espagnols étaient prisonniers dans un camp de concentration. Ils partirent à sa recherche mais ne trouvèrent pas ce camp. Il s'agissait du camp de Mathausen, où était détenu son frère Paco qui en sortira vivant après six ans d'emprisonnement.

## Après-guerre
Souhaitant, comme ses camarades espagnols, délivrer l'Espagne du fascisme et prendre sa revanche sur le franquisme, Martin Bernal prit conscience que Franco était dorénavant bel et bien installé au pouvoir en Espagne grâce à la logique de guerre froide qui prenait place. La France, qui se reconstruisait et se relevait difficilement de la Seconde Guerre Mondiale, ne prendrait pas part à un nouveau conflit. La Nueve fut démobilisée, et Martin retrouva sa famille, en 1946, soit huit ans après avoir fui Saragosse. Il ouvrit une cordonnerie avec son frère Paco à Choisy-le-Roi, dans la banlieue parisienne.
Martin Bernal Lavilla continua à s'opposer au fascisme et Franco. En 1955, l'Espagne franquiste intègre l'ONU, ce qui fait perdre tout espoir aux Républicains Espagnols et aux exilés une chute du régime franquiste. En 1957, il fonde avec d'autres Républicains Espagnols exilés en France une imprimerie à Choisy-le-Roi. Nommée l'Imprimerie des Gondoles, elle sera l'imprimerie de la CNT espagnole en exil où une grande partie des journaux, livres et brochures d'anarchistes espagnols y seront imprimés en langue espagnole et française.
Il décèdera dans cette même ville le 29 juillet 1991 à l'âge de 79ans.

## Hommages posthumes
Pour ses faits d'armes au sein de la Nueve et son héroïsme, il sera décoré Chevalier de la Légion d'Honneur le 18 octobre 1987. Celle-ci lui sera remise par son ancien commandant d'unité de la Nueve, Raymond Dronne.
Le 18 mai 2019, la ville de Choisy-le-Roi dévoile officiellement la plaque commémorative en sa mémoire et celle de José Cortés, autre combattant de la Nueve au 38 rue Emile Zola, adresse où Martin avait ouvert sa cordonnerie avec son frère Paco.
Chaque année, les cérémonies du 24 août rendent hommage à Martin Bernal Lavilla, figure emblématique de la Nueve et à ses camarades, lors du parcours de la "Voie de la Libération" jusqu'au jardin des Combattants de la Nueve, à l'Hôtel de Ville de Paris.

## Décorations
- Chevalier de la Légion d'honneur en 1987
- Croix de guerre 1939–1945
- Médaille militaire
- Chevalier de l'ordre national du Mérite
- Croix de guerre des Théâtres d'opérations extérieurs
- Médaille de la Résistance
- Médaille coloniale
- Médaille des blessés de guerre
- Médaille commémorative des services volontaires dans la France libre
- Médaille commémorative de la guerre 1939-1945